# 伊塔利亞 (佛羅里達州)
伊塔利亞（英語：Italia）是位於美國佛羅里達州拿騷縣的一個非建制地區。該地的面積和人口皆未知。

## 地理
伊塔利亞的座標為30°36′59″N 81°43′02″W / 30.61639°N 81.71722°W，而該地的平均海拔高度為6米（即20英尺）。